# Щепанюк Микола Васильович
Щепанюк Микола Васильович, о. Микола Щепанюк (8 березня 1883, с. Цебрів, нині Україна — 27 жовтня 1937, м. Магадан, нині Росія) — український церковний діяч, слуга Божий греко-католицької церкви.

## Життєпис
Микола Щепанюк народився 8 березня 1883 року в селі Цебреві, нині Озернянської громади Тернопільського району Тернопільської области України.
Батько — дрібний службовець на рибальских промислах у графа Дідушицького.
Скінчив гімназію. При вступі на богословський факультет Львівського університету знайомиться з митрополитом Андреєм Шептицьким ЧСВВ, який приймав у нього екзамени. Відтоді він з Владикою в теплих, добрих стосунках. Завершивши студії у Львові, продовжує навчання в університеті у місті Інсбрук (Австрія).
У 1907 році рукопокладений у сан священника. Відтоді Андрей Шептицький його призначив вікарієм катедрального собору святого Юра у м. Львові. Викладав катехізм у жіночій школі ім. св. Марії Магдалини та народній школі ім. Грінченка. У 1915 році під час відступу російської армії зі Львова вивезений, у числі інших тридцяти заручників до Києва, де на добровільних засадах працював у бібліотеці.
Наприкінці 1917 — на початку 1918 р. повернувся до Львова.
Призначений настоятелем УГКЦ Найсвятішого Серця Христового в Києві. Документ від Владики Андрея Шептицького на право служіння датований 17 липня 1918 р.
Після закриття храму — на парафіях у м. Радомишль, нині однойменного району та в с. Кримок Радомишльського району (нині обидва — Житомирської области). Парох у селах Макарів (нині смт однойменного району Київської области), Войнашівка (нині Барського району Вінницької области).
У 1929 році заарештований у с. Кримок; засуджений за звинуваченням у «контрреволюційній агітації та антирадянській пропаґанді» до 10 років ув'язнення у концтаборах. У 1933 році звільнений достроково за станом здоров'я. Повернувся в с. Кримок, служив у храмах у селах Клавдієво (нині Клавдієво-Тарасове Київської области) та Вишевичі (нині Радомишльського району Житомирської области).
У 1935 році вдруге заарештований; за звинуваченням у «контрреволюційній націоналістичній діяльності та антиколгоспній аґітації» засуджений до 5 років ВТТ. Покарання відбував у с. Ягодноє Маґаданської области. 9 жовтня 1937 року заарештований у таборі; 10 жовтня 1937 року засуджений до вищої міри покарання; розстріляний. Реабілітований 1989 року.

## Родина
- Дружина Євгенія Максимівна Барчинська, донька мельника із с. Городище Тернопільсого повіту.
- Син Щепанюк Юрій (1909—1975).
- Донька Щепанюк Марія (1911—1985).
- Донька Щепанюк Ганна (1919-19??).

### Беатифікаційний процес
Від 2001 року триває беатифікаційний процес прилучення о. Миколи Щепанюка до лику блаженних.